# Bimiini

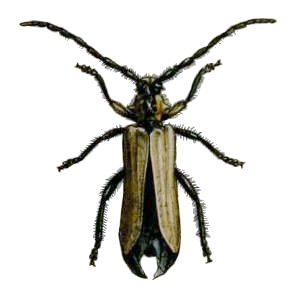
Bimia bicolor

Bimiini (лат.) — триба жуков-усачей из подсемейства настоящих усачей (Cerambycinae). Встречаются в Австралии и Неотропической области (Аргентина, Чили).

## Описание
Тело удлиненное, мелкого и среднего размера, длина от менее чем 1 см и до 40 мм; редко с металлическим отражением. Глаза в основном почковидные, цельные (не полностью разделены на верхнюю и нижнюю доли). Усики нитевидные, невооруженные; усики 11-члениковые, переменной длины, от коротких (не выходят за кончик брюшка) до длинных (выходят за кончик брюшка). Форма переднеспинки изменчива, от обычно субквадратной (примерно такой же длины, как ширина) до поперечной (заметно шире, чем длина); боковые края вариабельные, с отчетливыми тупыми бугорками или без них. Вершины надкрылий без отчетливых шипов.

## Классификация
Триба включает 6 родов и около 10 видов. В составе трибы:
- Adalbus Fairmaire & Germain, 1859
  - Adalbus crassicornis Fairmaire & Germain, 1859 — Аргентина, Чили
- Bimia White, 1850 (=Akiptera Saunders, 1850)
  - Bimia bicolor White, 1850 — Австралия
  - Bimia waterhousei Pascoe, 1864 (=Akiptera waterhousei) — Австралия
  - Bimia semiflava Saunders, 1850 (=Akiptera semiflava) — Австралия
- Lautarus Germain, 1900
  - Lautarus concinnus (Philippi & Philippi, 1859) — Аргентина, Чили
- Phantazoderus Fairmaire & Germain, 1864
  - Phantazoderus frenatus Fairmaire & Germain, 1864 — Аргентина, Чили
- Proagapete McKeown, 1945 (=Agapete Newman, 1845, not Hübner, 1825; Anteros Blanchard, 1845, not Hübner, 1819)[7][8]
  - Proagapete auricoma (Newman, 1840) — Австралия
  - Proagapete carissima (Newman, 1845) — Австралия
- Zehra Özdikmen, 2008 (для замены Sybilla Thomson, 1858 nec Staal, 1856)[9][10][11]
  - Zehra coemeterii (Thomson, 1856) — Аргентина, Чили
  - Zehra flavosignata (Fairmaire & Germain, 1859) — Аргентина, Чили
  - Zehra integra (Fairmaire & Germain, 1859) — Аргентина, Чили
  - Zehra krahmeri (Cerda, 1973) — Аргентина, Чили
  - Zehra livida (Germain, 1900) — Аргентина, Чили
- ?Nesopsebium  Fairmaire, 1894
  - ?Nesopsebium apicipenne  Fairmaire, 1894 — Мадагаскар